# Jesús Gil Gutiérrez
Jesús Gil Gutiérrez (L'Avana, 5 settembre 1951) è un ex schermidore cubano.

## Biografia
Ha partecipato ai Giochi della XIX Olimpiade di Città del Messico nel 1968 ed ai Giochi della XX Olimpiade di Monaco di Baviera nel 1972.

## Palmarès
In carriera ha conseguito i seguenti risultati:
- Giochi Panamericani:

Cali 1971: argento nel fioretto individuale ed a squadre.